# Витязи (деревня)
Витязи — деревня в Кардымовском районе Смоленской области России. Входит в состав Каменского сельского поселения. Население — 40 жителей (2007 год). 
Расположена в центральной части области в 14 км к северо-западу от Кардымова, в 0,1 км южнее автодороги М1 «Беларусь», на берегу реки Железнянка. В 11 км восточнее деревни расположена железнодорожная станция Присельская на линии Москва — Минск.

## История
В годы Великой Отечественной войны деревня была оккупирована гитлеровскими войсками в августе 1941 года, освобождена в сентябре 1943 года.